# Bana e Flapi
Bana e Flapi (シートン動物記 りすのバナー, Shīton Dōbutsuki Risu no Banā) é uma série de anime feita pela Nippon Animation em 1979. Foi baseada no livro Bannertail: The Story of Gray Squirrel de 1922 do autor Ernest Thompson Seton. Teve um total de 26 episódios e conta a história de Puschel, um jovem esquilo orfão criada por uma mãe gata gentil, e suas aventuras pela floresta.

## Enredo
Na parte leste dos EUA. vivia um esquilinho chamado Bana. Ele vivia na floresta com a sua família. Com a chegada da colonização houve um inevitável corte de árvores. O carvalho onde Bana vivia com a sua família foi cortado e assim perdeu a sua família. Bana foi recolhido por um rapaz que o levou para a sua quinta e o deixou ao cuidado duma gata, que o criou. Um dia deflagrou um incêndio na quinta e Bana foi salvo pela sua mãe gata da qual se separou na confusão. Bana voltou ao bosque donde viera e ai, graças aos conhecimentos adquiridos pelos homens, salvou os seu amigos dos perigos dos caçadores e de animais ferozes. Conheceu também outros animais, como Flapi, o seu amigo Cleto, a Doninha, o Pica-pau, o avozinho Mocho, os divertidos ratinhos Não e Nem e muitos outros amigos.

## Dobragem Portuguesa de 1989
- Puchi - Argentina Rocha
- Gui - Cláudia Cadima
- Avô Grisalho - Pedro Pinheiro
- Tia Lilli - Ermelinda Duarte
- Toi - Teresa Sobral
- Félix - Ana Ramalho
- Panças - Joel Constantino
- Direcção (Interpretação): Ermelinda Duarte
- Tradução: Cláudia Cadima
- Som: Fernando Salgado e Paula Margarida
- Canção do Genérico (Adaptação e direcção): José Mário Branco
- Produtor: João Mota